# اندرو ام. گلیسون
اندرو ام. گلیسون (Andrew M. Gleason) (1921 – 2008)، ریاضی‌دانی آمریکایی بود که کارهای بنیادینی در حوزه‌های بسیار مختلف ریاضیات، از جمله حل مسئله پنجم هلبرت انجام داد. در نوآوری و اصلاح روش‌های تدریس ریاضی در تمامی سطوح پیشتاز بود. قضیه گلیسون در منطق کوانتومی و گراف گرینوود-گلیسون که مثال مهمی در نظریه رمزی است، به افتخار وی نام‌گذاری شده‌اند.
گلیسون زمانی که یک افسر جوان نیروهای دریایی در جنگ دوم جهانی بود، رمزهای نظامی ارتش آلمانی و ژاپنی را کشف کرد. پس از جنگ وی تمام زندگی آکادمیک خود را در دانشگاه هاروارد گذراند و در سال ۱۹۹۲ میلادی در آن‌جا بازنشسته شد. سمت‌های آکادمیک و دانشگاهی متعدد وی شامل ریاست دانشکده ریاضی دانشگاه هاروارد و انجمن استادان هاروارد و ریاست انجمن ریاضی آمریکا بود. وی تقریباً تا اواخر زندگی خود به مشاوره به حکومت ایالات متحده در مورد امنیت رمزنگاری و مشاوره به ایالت ماساچوست در مورد آموزش ریاضی به کودکان ادامه داد.
گلیسون جایزه نیوکامب کلیولند را در ۱۹۵۲ و جایزه خدمت ممتاز گنگ-هو را در ۱۹۹۶ از انجمن ریاضی آمریکا دریافت کرد. وی عضو آکادمی ملی علوم و مجمع فیلسوفان آمریکا بود و همچنین ریاست دانشکده ریاضی و فلسفه طبیعی در دانشگاه هاروارد را بر عهده داشت.
گلیسون شیفته این گفته بود، که اثبات‌های ریاضی «در واقع برای این نیست تا شما را در مورد حقیقی بودن چیزی قناعت دهد–بلکه به این خاطر است، که چرا چیزی حقیقت است». خبرنامه انجمن ریاضی آمریکا باری وی را «یکی از غول‌های ریاضی قرن بیستم، پروفسور بی‌نقصی و متعهد به دانش، آموزش و خدمت برابر» خواند.

## زندگی‌نامه

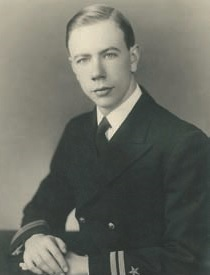
نیروی دریایی آمریکا، دهه ۱۹۴۰

گلیسون در فرنزو، کالیفرنیا به عنوان سومین فرزند خانواده به‌دنیا آمد؛ پدرش هنری گلیسون یک گیاه‌شناس و عضو «جامعه می‌فلاور» و مادرش دختر شراب‌ساز سوئیسی-آمریکایی «اندرو ماتی» بود. برادر بزرگ‌تر وی «هنری جونیور» زبان‌شناس شد. وی در برانکس‌ویل نیویورک بزرگ شد، جاییکه پدرش مسئول باغ گیاهی نیویورک بود.
گلیسون پس از این‌که برای مدت کوتاهی به مدرسه برکلی (برکلی، کالیفرنیا) رفت، از مدرسه روزولت در یانکرز فارغ‌التحصیل و برنده بورسیه تحصیلی به دانشگاه ییل گردید. هرچند آموزش‌های ریاضی گلیسون تنها به دانش خودآموخته اندک در مورد حسابان محدود می‌شد، اما ریاضی‌دان ویلیام ریموند لانگلی از وی اکیداً درخواست کرد تا رشته مکانیک که برای دانشجویان سال اول بود، را امتحان کند.
سپس من حسابان سال اول و حسابان سال دوم را یادگرفتم و بعد به مشاور یک سمت محوطه کهنه دانشگاه مبدل شدم… من معمولاً تکالیف تمامی بخش‌های دانشجویان (حسابان سال اول) را انجام می‌دادم. من با حل نمودن سوالات حسابان ابتدایی خیلی تجربه پیدا کردم. فکر می‌کنم هیچ سؤالی نیست – انواع سوال‌هایی با حقیقت کاذب که به دانشجویان سال اول و دوم داده می‌شود – که من ندیده باشم.
یک ماه بعد وی در کلاس معادلات دیفرانسیل («غالباً متشکل از دانشجویان سال بالایی») ثبت نام کرد. زمانی که «اینار هیل» به‌طور موقتی جایگزین مدرس کادری شد، گلیسون سبک تدریس هیل را «به‌طور باورنکردنی متفاوت» یافت… وی دیدی نسبت به ریاضی داشت که کاملاً متفاوت بود… آموزش هیل برای من یک تجربه بسیار مهم بود. از این‌رو، پس از آن من آموزش‌های زیادی از هیل دریافت کردم»، از جمله در کلاس سال دوم و آنالیز حقیقی سطح فوق لیسانس وی. «پس از آغاز نمودن آن آموزش‌ها نزد هیل، من تازه آغاز به درک این نمودم که ریاضی واقعاً چه چیزی است».
گلیسون طی مدتی که در دانشگاه ییل بود، سه بار (۱۹۴۰، ۱۹۴۱ و ۱۹۴۲) در مسابقه ریاضی ویلیام لاول پاتنام اشتراک کرد و همواره در رده پنج بهترین شرکت‌کننده‌ها قرار می‌گرفت (در نتیجه وی به دومین فردی که سه بار برنده مسابقه پاتنام شده‌است، مبدل شد).
پس از حمله ژاپن به پرل هاربر زمانی که وی در سال آخر دانشگاه بود، گلیسون برای مأموریتی در نیروهای دریایی ایالات متحده درخواست داد و پس از فراغت به کار تیمی که برای کشف رمزهای نیروهای دریایی ژاپن کار می‌کردند، پیوست (سایر افرادی که در تیم وی بودند، شامل همکار آینده وی «رابرت ای. گرینوود» و استاد دانشگاه ییل مارشال هال جونیور بود). وی همچنین با پژوهشگران انگلیسی که به انیگمای آلمانی حمله می‌کردند همکاری کرد؛ آلن تورینگ، کسی که هنگام بازدید از واشینگتن زمان قابل توجهی را با گلیسون گذراند، در گزارش بازدید خود وی را «ریاضی‌دان و دانش‌آموخته جوان و درخشان دانشگاه ییل» خواند.

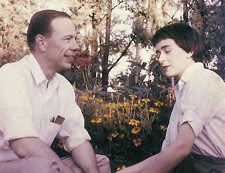
با «جین بیرکو» در ۱۹۵۸

گلیسون در ۱۹۴۶ میلادی با توصیه یک همکار نیروی دریایی دونالد هاورد مینزل به عضو تازه‌وارد در دانشگاه هاروارد پذیرفته شد. هدف اولیه برنامه اعضای تازه‌وارد دانشگاه هاروارد این بود تا به پژوهش‌گران جوان که توانایی‌های خارق-العاده دارند، اجازه دهد تا فرایند طویل دکترا را کنار زنند؛ پس از گذشت چهار سال وی در دانشگاه هاروارد به عنوان استاد کمکی در رشته ریاضی گماشته شد، هر چند وی پس از مدت بسیار کوتاهی برای کارهای رمزنگاری مرتبط به جنگ کره مجدداً به واشینگتن خواسته شد. وی در خزان ۱۹۵۲ به هاروارد بازگشت و پس از چندی نتیجه مهم‌ترین کارهای خود در مورد مسئله پنجم هلبرت را منتشر کرد.
او در ژانویه ۱۹۵۹ میلادی با «جین بیرکو» ازدواج کرد، گلیسون با وی در محفل موسیقی تام لهرر آشنا شده بود. بیرکو یک روان‌شناسی زبان بود که برای سال‌های زیادی در دانشگاه بوستون کار می‌کرد. آن‌ها سه دختر داشتند.
در ۱۹۶۹ میلادی، کرسی هلز ریاضی و فلسفه طبیعی هاروارد به گلیسون تعلق گرفت. این کرسی که در ۱۷۲۷ میلادی تأسیس شده‌است یکی از قدیمی‌ترین کرسی‌های استادی دارای موقوفه مالی در ایالات متحده است. او در ۱۹۹۲ میلادی از هاروارد بازنشسته شد، اما پس از آن نیز به هاروارد (مثلاً به عنوان رئیس انجمن استادان) و ریاضی به‌طور خاص خدمت می‌کرد: به‌ویژه، ترویج پروژه اصلاحات حسابان هاروارد و همکاری با هیئت آموزش ماساچوست.
وی در ۲۰۰۸ میلادی بر اثر پیچیدگی‌های پس از جراحی درگذشت.

## اصلاح تدریس و آموزش

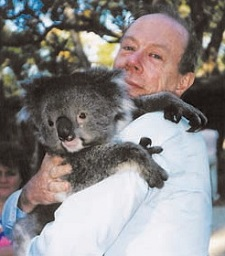
استرالیا، ۱۹۸۸

گلیسون گفت که وی «همیشه از کمک‌کردن دیگران در ریاضی لذت می‌برد» - یکی از همکاران وی بیان داشت که او «تدریس ریاضی را همانند کارکردن روی ریاضی، مهم و واقعاً خوشایند می‌انگاشت». زمانی که وی چهارده ساله بود و برای مدت کوتاهی به مدرسه برکلی می‌رفت، نه تنها هندسه نیمسال اول را خسته‌کننده یافت، بلکه به سایر شاگردان در انجام تکالیفشان کمک می‌کرد – از جمله درس‌هایی که در نیمسال دوم تدریس می‌شدند و وی چندی بعد به بررسی دقیق آن‌ها نیز پرداخت.
گلیسون در هاروارد «به‌طور مداوم در هر سطح تدریس کرد»، از جمله دروس چندبخشی که به لحاظ اداری پر مسئولیت بودند. یکی از کلاس‌ها، نقاشی مادر و کودک پیکاسو که با قاب تزئین شده بود را برای قدردانی از محبت گلیسون به وی تقدیم نمود.
وی در ۱۹۶۴ میلادی «نخستین دروس «آمادگی» که حالا در همه‌جا وجود دارد را برای شاگردان ریاضی» تنها ۲۰ سال قبل از وقتش ساخت. چنین درسی به هدف تدریس شاگردان جدید، آشنا سازی آن‌ها با یادگیری ریاضیات به صورت عادی در مدرسه و چگونگی دلیل آوردن به‌گونه نظری و انجام اثبات‌های ریاضی طرح شده‌است. این تلاش‌ها باعث شد تا وی مبانی آنالیز نظری خود را منتشر کند، که یکی از منتقدان نوشت.
این غیرعادی‌ترین کتاب است… هر کسی که با ریاضی سروکار دارد، تفاوت میان زنجیره بی‌جانی از گزاره‌های صوری و «حس» این که یک شخص از نظریه ریاضیاتی دارد (یا تلاش می‌کند داشته باشد) را می‌داند و احتمالاً موافق است که کمک کردن به شاگرد برای رسیدن به آن بینش «درونی» هدف نهایی آموزش ریاضی است؛ با این حال، هر شخصی پس از تلاش برای انجام موفقیت‌آمیز این کار در نهایت منصرف خواهد شد، مگر از طریق تدریس نظری. اصالت نویسنده در این است، که وی تلاش نموده‌است تا از طریق یک کتاب درسی به این هدف نائل شود و از نظر یک منتقد وی به‌طور قابل ملاحظه‌ای در راستای این کار غیرممکن موفق شده‌است. بیشتر خوانندگان احتمالاً وقتی (همچون مرور کننده) دریابند که مباحثات و تشریحات طرزالعمل‌های استاندارد ریاضیاتی و منطقی در صفحات، یکی پس از دیگری همواره به یک سبک فصیح درج شده و نیاز به هیچ تلاش اضافی برای شفافیت بیشتر بدون ایجاد ابهام که اکثراً به این تلاش‌ها آسیب می‌رساند، وجود ندارد، خیلی خوشحال خواهند شد.

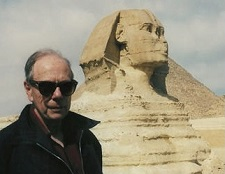
ابوالهول بزرگ جیزه در ۲۰۰۱

اما «نمایش استعداد» گلیسون همیشه به این معنی نبود که خواننده بدون این‌که خودش تلاش کند به حقایق پی‌خواهد برد. حتی در یک یادداشت زمان جنگ، گلیسون و همکاران وی در مورد کشف رمز مهم و سریع انیگمای آلمانی‌ها نوشت که:
خواننده ممکن است تعجب نماید که چرا این‌قدر کار به خواننده واگذار شده‌است. ممکن است خواندن یک کتاب در مورد حرکات دست و پا در شنا مفید باشد، اما قبل از این‌که یک شخص خود را شناگر بداند باید به‌طور واقعی این حرکات دست و پا را در داخل آب تمرین کند. پس، در صورتی‌که خواننده واقعاً اشتیاق دارد تا دانش بازیابی مکالمه از عمق را دریابد، اجازه دهید تا خواننده کاغذ و مدادهای خود را برداشته و با استفاده از چهار مداد با رنگ‌های متفاوت برای جلوگیری از سردرگمی در وصل نمودن پیوندها، کار خود را آغاز کند.
یادداشت‌ها و تمرینات وی در مورد احتمالات و آمارگیری که برای ارایه علمی به همکاران کشف کننده رمز در جریان جنگ تهیه شده بود، برای چندین دهه در آموزش‌های مربوط به آژانس امنیت ملی استفاده می‌گردید؛ آن‌ها در ۱۹۸۵ میلادی به‌طور همگانی به چاپ رسیدند.
گلیسون در یک مقاله علمی در ۱۹۶۴ میلادی پیرامون یک پارادوکس آشکار نوشت و تلاش نمود تا ریاضی را برای غیرریاضی‌دان‌ها تشریح نماید:
تشریح نمودن معنی واقعی مرزهای ریاضی به غیر متخصصین به‌طور آشکار یک امر مشکل است. این مشکل در نهایت ریشه در این حقیقت دارد که ریاضی نسبت به سایر علوم یک مضمون آسان‌تر است. در نتیجه، بیشتر مسائل اساسی و مهم این مضمون – مسائلی که می‌تواند توسط یک فرد لایق غیر متخصص درک گردد – یا حل شده‌اند یا به نقطه‌ای رسانده شده‌اند که به یک رویکرد غیر مستقیم نیاز دارند. پژوهش‌های سطح بالا و خاص ریاضی مرتبط با مسائل مرتبه دوم، سوم و بالاتر است که حتی صورت حکمشان به سختی قابل فهم خواهد بود، مگر این‌که فردی دارای دانش کافی در ریاضیات باشد.
گلیسون بخشی از گروه مطالعه ریاضی مدرسه بود، گروهی که ریاضی جدید مدارس در دهه ۱۹۶۰ را تعریف کرد – تغییرات بلند پروازانه در تدریس ریاضی در مدارس ابتدایی و دبیرستان‌های آمریکا با تأکید روی درک مفاهیم اساسی الگوریتم‌ها. گلیسون «همیشه مشتاق بود، بداند که افراد چگونه یادمی‌گیرند»؛ وی زمانی که عضو گروه مطالعاتی بود، برای مدت هفت ماه بیشتر صبح‌ها را با شاگردان کلاس دوم مدرسه گذراند.

## نشریات منتخب
مقالات تحقیقاتی
- Gleason, A. M. (1952), "One-parameter subgroups and Hilbert's fifth problem" (PDF), Proceedings of the International Congress of Mathematicians, Cambridge, Mass. , 1950, Vol. 2, Providence, R. I.: American Mathematical Society, pp. 451–452, MR 0043788, archived from the original (PDF) on 14 December 2014, retrieved 11 December 2021
- —— (1956), "Finite Fano planes", American Journal of Mathematics, 78 (4): 797–807, doi:10.2307/2372469, JSTOR 2372469, MR 0082684.
- —— (1957), "Measures on the closed subspaces of a Hilbert space", Journal of Mathematics and Mechanics, 6 (4): 885–893, doi:10.1512/iumj.1957.6.56050, MR 0096113.
- —— (1958), "Projective topological spaces", Illinois Journal of Mathematics, 2 (4A): 482–489, doi:10.1215/ijm/1255454110, MR 0121775, Zbl 0083.17401.
- —— (1967), "A characterization of maximal ideals", Journal d'Analyse Mathématique, 19: 171–172, doi:10.1007/bf02788714, MR 0213878, S2CID 121062823.
- —— (1971), "Weight polynomials of self-dual codes and the MacWilliams identities", Actes du Congrès International des Mathématiciens (Nice, 1970), Tome 3, Paris: Gauthier-Villars, pp. 211–215, MR 0424391.
- Greenwood, R. E.; Gleason, A. M. (1955), "Combinatorial relations and chromatic graphs", Canadian Journal of Mathematics, 7: 1–7, doi:10.4153/CJM-1955-001-4, MR 0067467.

کتب
- Gleason, Andrew M. (1966), Fundamentals of Abstract Analysis, Addison-Wesley Publishing Co. , Reading, Mass. -London-Don Mills, Ont., MR 0202509. Corrected reprint, Boston: Jones and Bartlett, 1991, MR1140189.
- ——; Greenwood, Robert E.; Kelly, Leroy Milton (1980), The William Lowell Putnam Mathematical Competition: Problems and Solutions 1938–1964, Mathematical Association of America, ISBN 978-0-88385-462-4, MR 0588757.
- ——; Penney, Walter F.; Wyllys, Ronald E. (1985), Elementary Course in Probability for the Cryptanalyst, Laguna Hills, CA: Aegean Park Press. Unclassified reprint of a book originally published in 1957 by the National Security Agency, Office of Research and Development, Mathematical Research Division.
- ——; Hughes-Hallett, Deborah (1994), Calculus, Wiley. Since its original publications this book has been extended to many different editions and variations with additional co-authors.

فیلم
- Gleason, Andrew M. (1966), Nim and other oriented-graph games, Mathematical Association of America. 63 minutes, black & white. Produced by Richard G. Long and directed by Allan Hinderstein.